# Јемељан Пугачов
Јемељан Иванович Пугачов (рус. Емелья́н Ива́нович Пугачёв; 1740. или 1742, убијен 1775) је био вођа козачке сељачке побуне у доба Катарине Велике. Пугачов је сељацима кметовима обећао земљу. Претварао се да је он убијени руски цар Петар III.

## Увод
Пугачов је син ситног козачког земљопоседника. Учествовао је у Седмогодишњем рату, као део козачке јединице у походу у Пруској. У Првом руско-турском рату (1768—1774) учествовао је као потпоручник у опсади Бендера 1770. године. Док је спроводио коње на већу удаљеност разболио се па је коње предао другом козаку да их одведе. Тражио је да га отпусте из војске да се лечи. Из војске је побегао па је живео скиталачким животом, јер су га власти тражиле због дезертерства.
Често је посећивао манастире старовераца, који су се противили црквеној промени 1666, када је уведено крштење са три прста. Староверци су имали велики утицај на њега. Пугачов се представљао да је он убијени цар Петар III. Иначе Русијом је тада шетало на десетине самозванаца. Организовао је побуну уралских козака, која је касније изазвала много већу побуну донских козака.

## Побуна (1773—1774)
Пугачов је био донски козак и дезертер из царске војске. Пугачов је причао својим присталицама, да је побегао од Катарине Велике и да је решио да ослободи народ недаћа, да козацима да потпуну слободу и да Катарину Велику затвори у манастир. Сељацима кметовима је обећао земљу.
Под маском Петра III изградио је властити апарат и војску и све је копирао од руске војске. Успоставио је добру обавештајну мрежу са низом курира и шпијуна. Иако је Пугачов био неписмен, користио је свештенике и локалне старешине, преко којих је издавао указе становништву. У својим указима следбеницима је обећавао земљу и мање порезе, а онима који га не следе казне и смрт. Није регрутовао само козаке, него и остале сељаке. Свештеници су били посебно важни у Пугачовљевим пропагандним потезима. Био је херојски дочекиван као цар, кад би улазио у ослобођена села. Пре његова доласка у одређено село, курири би неколико дана раније дошли свештеницима, од којих су захтевали да звоне кад он долази. Свештеници би читали његов манифест и молитве за здравље цара Петра III, за кога се Пугачов претварао. Већина свештеника је сарађивала.
Пугачов је добром пропагандом, регрутовањем и обећањима реформи створио доста велику војску. Уз помоћ војске и координацијом са својим генералима заузели су велики део измећу Волге и Урала. Највећа победа током његовог устанка било је заузимање Казања. Пре тога су заузели Самару.
После тога на устанике је кренула велика руска војска под командом генерала Петра Панина. Недостатак превоза, недисциплина и слаба послушност лоше плаћених војника парализовали су месецима напад руске војске. За то време, Пугачове јединице су побеђивале. Главна предност устаника било је то што их у почетку нису озбиљно схватили. У почетку је његова глава уцењена на 500 рубаља, а 1774. је био уцењен на 28.000 рубљи.
То је трајало све до августа 1774. године. У августу 1774. устаници су били тешко поражени код Царицина. Тада су изгубили десетке хиљада војника. Царска војска се дивљачки освећивала и Пугачов је осетио да се ближи крај. Пугачова су његови козаци предали 14. септембра 1774, када је намеравао да побегне према Уралу. Александар Суворов га је ставио у метални кавез и послао га у кавезу у Москву, где је био изложен 10. јануара 1775. године. На јавном тргу је рашчетворен.

## Последице
Пугачовљев устанак имао је велике последице за Русију. Док је Катарина Велика реформисала провинцијску администрацију, ужас сељачког устанка одвраћао ју је од реформе да кметовима даде већа права. Руски писац Александар Радишчев је напао руску власт, а посебно институцију кметства. У својој књизи упозоравао је на Пугачова и његову побуну. Нихилисте су често описивали као Пугачове универзитета. Александар Пушкин је написао роман Капетанова кћи у којем описује Пугачовљеву побуну.